# 가이아나의 국장

가이아나의 국장

가이아나의 국장은 1966년 1월 21일 엘리자베스 2세 여왕에 의해 채택되었으며 1966년 2월 25일에 가이아나 의회를 통해 제정되었다.
국장 가운데에는 방패가 그려져 있으며 방패 가운데에는 세 개의 파란색 물결 무늬가 그려져 있다.
방패 상단에는 가이아나의 국화인 빅토리아가 그려져 있으며 방패 하단에는 가이아나의 국조인 호아친이 그려져 있다. 세 개의 물결 무늬는 가이아나를 흐르고 있는 세 개의 큰 강을 의미한다.
방패 위쪽에는 투구가 그려져 있으며 투구 양쪽에는 두 개의 다이아몬드가 그려져 있다.
투구 위에는 "추장의 왕관" 이라고 부르는 아메리카 원주민의 깃 장식이 그려져 있다. 깃 장식은 가이아나의 원주민을, 다이아몬드는 광업을 의미한다.
방패 양쪽에는 두 마리의 재규어가 그려져 있으며 왼쪽에는 괭이를 오른쪽에는 사탕수수와 벼 이삭을 감싸고 있다. 괭이는 가이아나의 광업을, 사탕수수와 벼 이삭은 농업을 의미한다.
방패 아래쪽에 있는 리본에는 가이아나의 나라 표어인 "하나의 국민, 하나의 국가, 하나의 운명"("One people, One Nation, One Destiny")이 영어로 쓰여져 있다.

## 같이 보기
- 가이아나의 국기